# Палмейра-дуз-Индиус (микрорегион)

Палмейра-дуз-Индиус на карте.

Палмейра-дуз-Индиус (порт. Microrregião de Palmeira dos Índios) — микрорегион в Бразилии, входит в штат Алагоас. Составная часть мезорегиона Сельскохозяйственный район штата Алагоас. Население составляет 175 127 человек (на 2010 год). Площадь — 2 389,406 км². Плотность населения — 73,29 чел./км².

## Демография
Согласно сведениям, собранным в ходе переписи 2010 г. Национальным институтом географии и статистики (IBGE), население микрорегиона составляет:						
| Полное население                             | Полное население                             | Полное население                             | Полное население                             | 175 127 |
| -------------------------------------------- | -------------------------------------------- | -------------------------------------------- | -------------------------------------------- | ------- |
| в том числе:                                 | Городское население                          | 96 487                                       | Процент городского населения, %              | 55,10   |
|                                              | Сельское население                           | 78 640                                       | Процент сельского населения, %               | 44,90   |
|                                              | Мужское население                            | 84 822                                       | Процент мужского населения, %                | 48,43   |
|                                              | Женское население                            | 90 305                                       | Процент женского населения, %                | 51,57   |
| Плотность населения, чел/км²                 | Плотность населения, чел/км²                 | Плотность населения, чел/км²                 | Плотность населения, чел/км²                 | 73,29   |
| Население микрорегиона в % к населению штата | Население микрорегиона в % к населению штата | Население микрорегиона в % к населению штата | Население микрорегиона в % к населению штата | 5,61    |

## Статистика
- Валовой внутренний продукт на 2003 год составляет 347 436 000 реалов (данные: Бразильский институт географии и статистики).
- Валовой внутренний продукт на душу населения на 2003 год составляет 1983 реала (данные: Бразильский институт географии и статистики).
- Индекс развития человеческого потенциала на 2000 год составляет 0,610 (данные: Программа развития ООН).

## Состав микрорегиона
В составе микрорегиона включены следующие муниципалитеты:
1. Белен
2. Касимбиньяс
3. Эстрела-ди-Алагоас
4. Игаси
5. Мар-Вермелью
6. Марибонду
7. Минадор-ду-Негран
8. Палмейра-дуз-Индиус
9. Паулу-Жасинту
10. Кебрангулу
11. Танки-д’Арка